# Reginald Godden
Reginald Godden (* 18. September 1905 in Tunbridge Wells/Kent, Vereinigtes Königreich; † 25. März 1987 in Burlington/Ontario) war ein kanadischer Pianist und Musikpädagoge. 

## Leben und Wirken
Goddens Familie wanderte 1906 nach Kanada aus und ließ sich in Allendale nieder, wo er Klavierunterricht erhielt und von 1919 bis 1928 als Stummfilmpianist wirkte. Von 1925 bis 1929 nahm er Orgelunterricht bei Healey Willan in Toronto, ab 1928 war er Klavierschüler von Ernest Seitz. Von 1928 bis 1949 und erneut ab 1969 unterrichtete er am Toronto Conservatory of Music (später Royal Conservatory of Music). Von 1948 bis 1953 war er Rektor des Hamilton Conservatory, von 1973 bis 1978 unterrichtete er an der York University. Zu seinen Schülern zählten Alfred Kunz, Walter MacNutt, Phyllis Mailing, Earle Moss, Kenneth Peacock, Eldon Rathburn und Harry Somers.
In den 1930er Jahren bildete Godden ein Klavierduo mit Scott Malcolm, mit dem er u. a. in Toronto, New York und London auftrat. Ab 1940 studierte er fünf Jahre bei dem Debussy-Schüler E. Robert Schmitz und begann eine Laufbahn als Klaviersolist. Er spielte kanadische Erstaufführungen von Klavierkompositionen Sergei Prokofjews, Dmitri Schostakowitschs und Aaron Coplands und Uraufführungen von Werken kanadischer Komponisten, wie Harry Somers und John Weinzweig.
1956 spielte er die erste kanadische Gesamtaufführung der Klaviersonaten Ludwig van Beethovens, im gleichen Jahr sie Uraufführung des Zweiten Klavierkonzertes von Somers mit dem CBC Symphony Orchestra unter Leitung von Victor Feldbrill. Von 1958 bis 1966 lebte Godden in San Francisco, wo er sich insbesondere mit den Kompositionen Johann Sebastian Bachs auseinandersetzte.
1966 schrieb er den Klavierauszug zu Somers’ Oper Louis Riel zur Vorbereitung der Uraufführung, die 1967 stattfand. 1977 führte er die Études von Claude Debussy auf (als LP im gleichen Jahr erschienen), 1978 den Zyklus Ludus tonalis von Paul Hindemith. In Zusammenarbeit mit dem Musikwissenschaftler Austin Clarkson entstanden Goddens Memoiren, die 1986 unter dem Titel Reginald Godden Plays erschienen.

## Quelle
- The Canadian Encyclopedia - Reginald Godden

| Personendaten    | Personendaten                         |
| ---------------- | ------------------------------------- |
| NAME             | Godden, Reginald                      |
| KURZBESCHREIBUNG | kanadischer Pianist und Musikpädagoge |
| GEBURTSDATUM     | 18. September 1905                    |
| GEBURTSORT       | Tunbridge Wells                       |
| STERBEDATUM      | 25. März 1987                         |
| STERBEORT        | Burlington (Ontario)                  |